# (8310) Seelos
(8310) Seelos est un astéroïde de la ceinture principale.

## Description
(8310) Seelos est un astéroïde de la ceinture principale. Il fut découvert le 9 août 1996 à Haleakala par le programme NEAT. Il présente une orbite caractérisée par un demi-grand axe de 2,33 UA, une excentricité de 0,07 et une inclinaison de 5,1° par rapport à l'écliptique.

## Compléments